# Fins
Cet article possède des paronymes, voir Fin et Fine.
Pour les articles homonymes, voir Fins (homonymie).
Fins est une commune française située dans le département de la Somme en région Hauts-de-France.

## Géographie

### Localisation

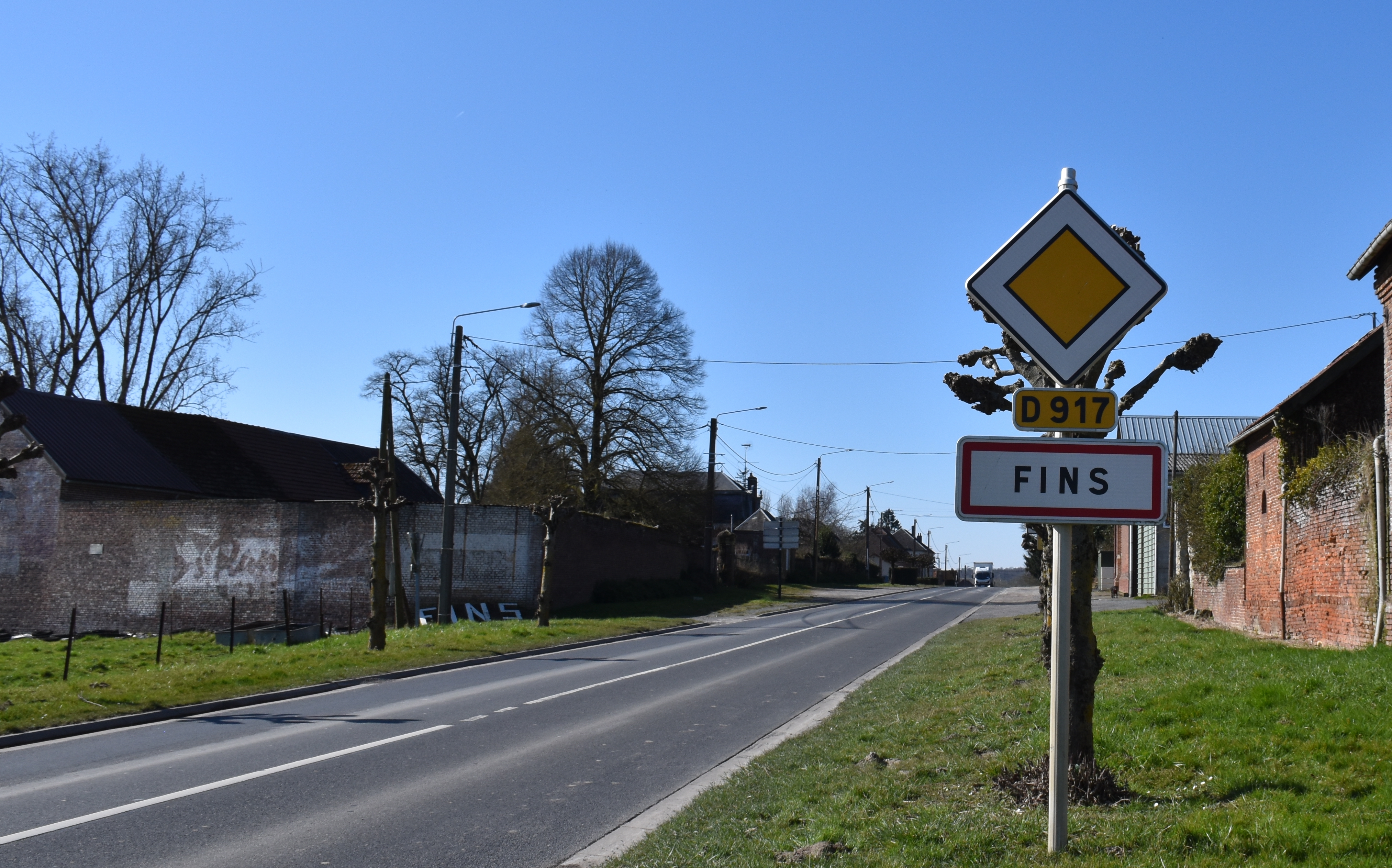
Une entrée du bourg.

#### Communes limitrophes
Le village se situe à une quinzaine de kilomètres au nord-est de Péronne, en direction de Cambrai.

### Hydrographie

#### Réseau hydrographique
La commune est située dans le bassin Artois-Picardie. Elle est drainée par.

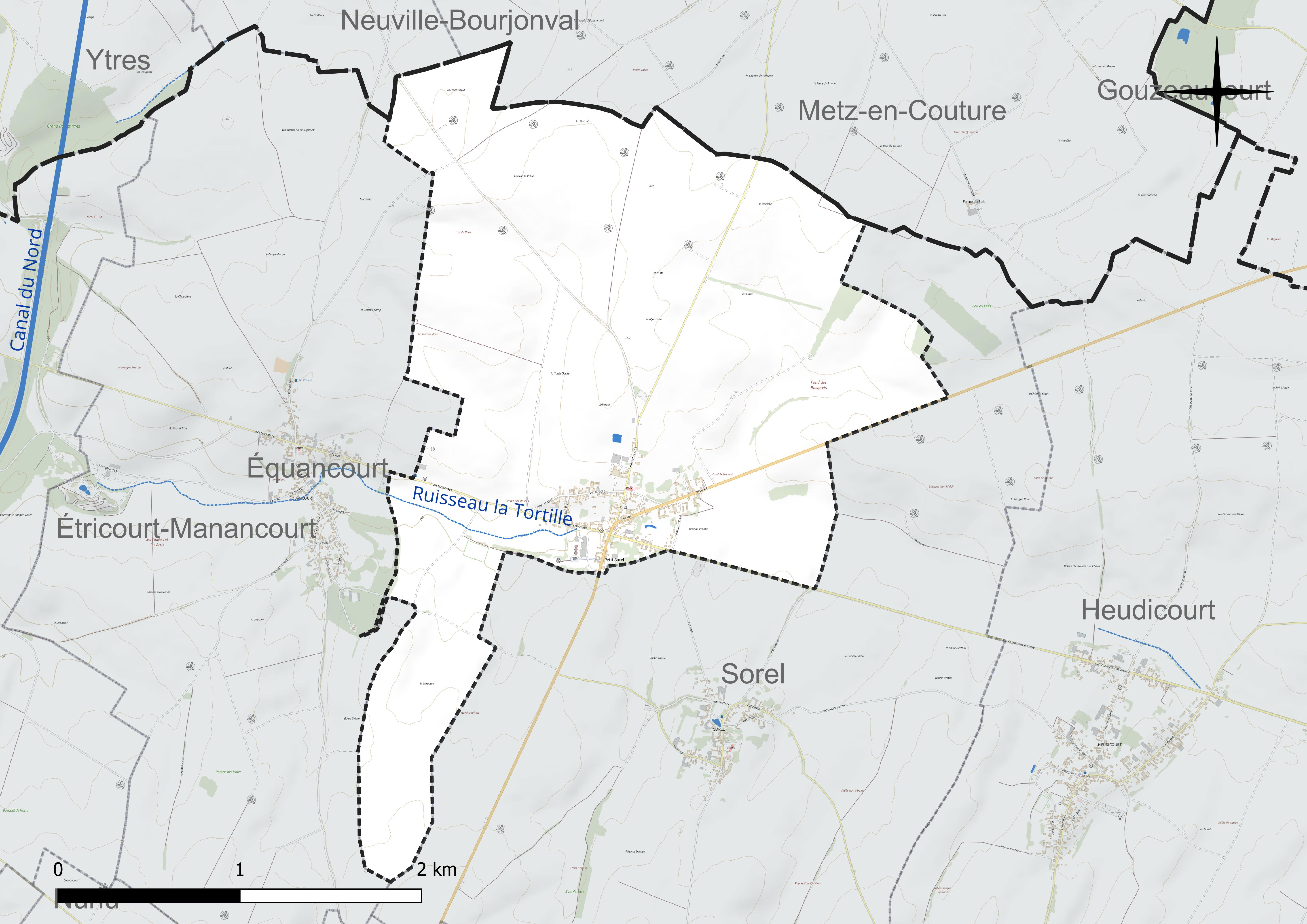
Réseau hydrographique de Fins.

#### Gestion et qualité des eaux
Le territoire communal est couvert par le schéma d'aménagement et de gestion des eaux (SAGE) « Haute Somme ». Ce document de planification concerne un territoire de 1 798 km2 de superficie, délimité par le bassin versant de la Haute Somme est constitué d'un réseau hydrographique complexe de cours d'eau, de marais, d'étangs et de canaux. Le périmètre a été arrêté le 21 avril 2006 et le SAGE proprement dit a été approuvé le 15 juin 2017. La structure porteuse de l'élaboration et de la mise en œuvre est le syndicat mixte d'aménagement hydraulique du bassin versant de la Somme (AMEVA).
La qualité des cours d'eau peut être consultée sur un site dédié géré par les agences de l'eau et l'Agence française pour la biodiversité.

### Climat
Pour des articles plus généraux, voir Climat des Hauts-de-France et Climat de la Somme.
En 2010, le climat de la commune est de type climat océanique dégradé des plaines du Centre et du Nord, selon une étude du CNRS s'appuyant sur une série de données couvrant la période 1971-2000. En 2020, Météo-France publie une typologie des climats de la France métropolitaine dans laquelle la commune est exposée à un climat océanique et est dans la région climatique Nord-est du bassin Parisien, caractérisée par un ensoleillement médiocre, une pluviométrie moyenne régulièrement répartie au cours de l'année et un hiver froid (3 °C).
Pour la période 1971-2000, la température annuelle moyenne est de 10 °C, avec une amplitude thermique annuelle de 14,9 °C. Le cumul annuel moyen de précipitations est de 709 mm, avec 11,8 jours de précipitations en janvier et 9,2 jours en juillet. Pour la période 1991-2020, la température moyenne annuelle observée sur la station météorologique la plus proche, située sur la commune d'Épehy à 7 km à vol d'oiseau, est de 10,6 °C et le cumul annuel moyen de précipitations est de 752,8 mm,. Pour l'avenir, les paramètres climatiques de la commune estimés pour 2050 selon différents scénarios d'émission de gaz à effet de serre sont consultables sur un site dédié publié par Météo-France en novembre 2022.

## Urbanisme

### Typologie
Au 1er janvier 2024, Fins est catégorisée commune rurale à habitat dispersé, selon la nouvelle grille communale de densité à sept niveaux définie par l'Insee en 2022.
Elle est située hors unité urbaine et hors attraction des villes,.

### Occupation des sols

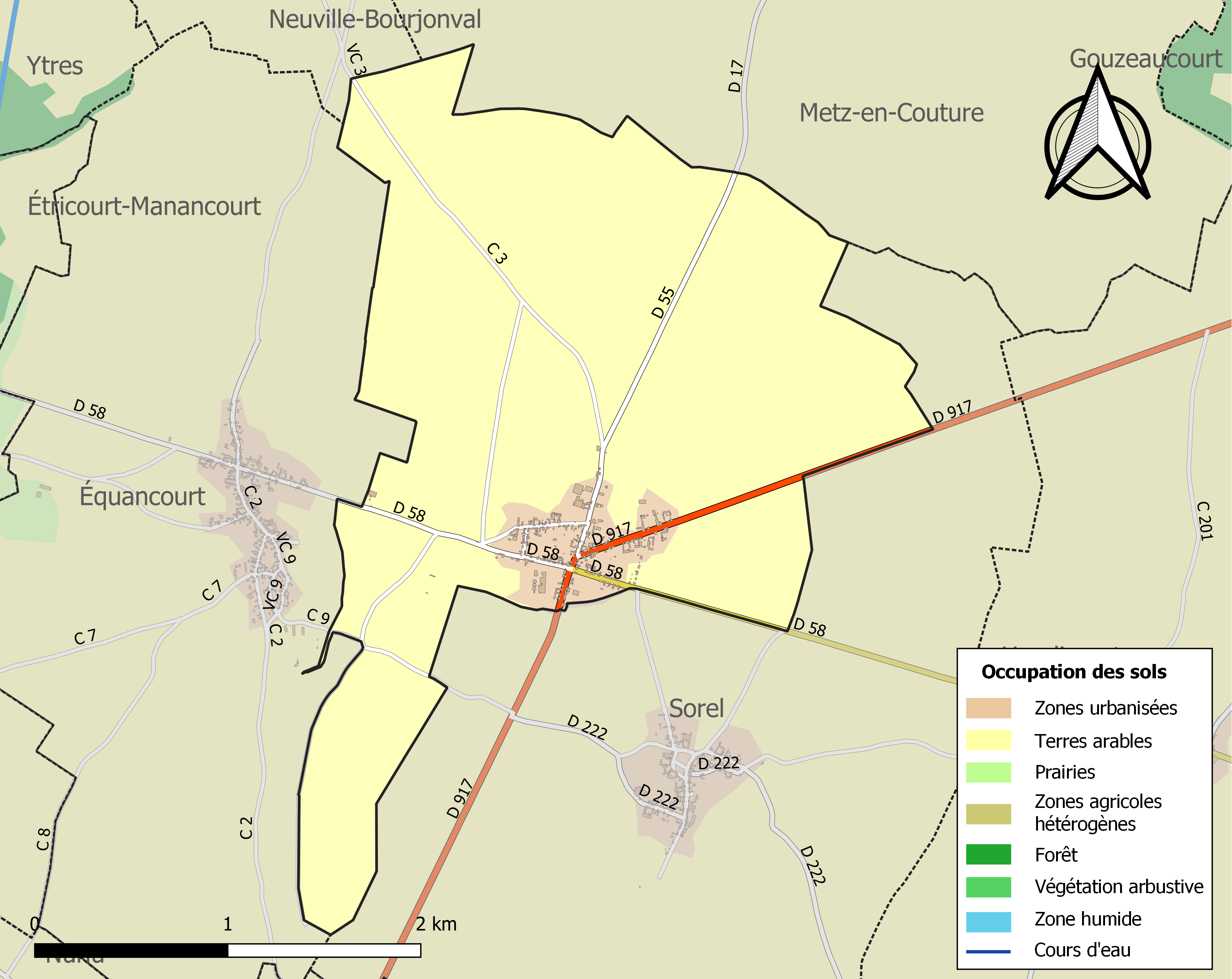
Carte des infrastructures et de l'occupation des sols de la commune en 2018 (CLC).

L'occupation des sols de la commune, telle qu'elle ressort de la base de données européenne d'occupation biophysique des sols Corine Land Cover (CLC), est marquée par l'importance des territoires agricoles (94 % en 2018), une proportion sensiblement équivalente à celle de 1990 (94,3 %). La répartition détaillée en 2018 est la suivante : 
terres arables (94 %), zones urbanisées (6 %). L'évolution de l'occupation des sols de la commune et de ses infrastructures peut être observée sur les différentes représentations cartographiques du territoire : la carte de Cassini (XVIIIe siècle), la carte d'état-major (1820-1866) et les cartes ou photos aériennes de l'IGN pour la période actuelle (1950 à aujourd'hui).

## Toponymie
Le nom de la localité est attesté sous les formes Fins en 1107 ; Fyns en 1214 ; Fynes en 1567 ; Pin en 1592 ; Feins en 1733 ; Flus en 1763.
Fins vient du latin Fines (Limite), traduction gallo-romaine du toponyme gaulois *equoranda, souvent associé à la frontière entre deux peuples gaulois, et dont la dérivation directe la plus fréquente est Ingrandes.

## Histoire

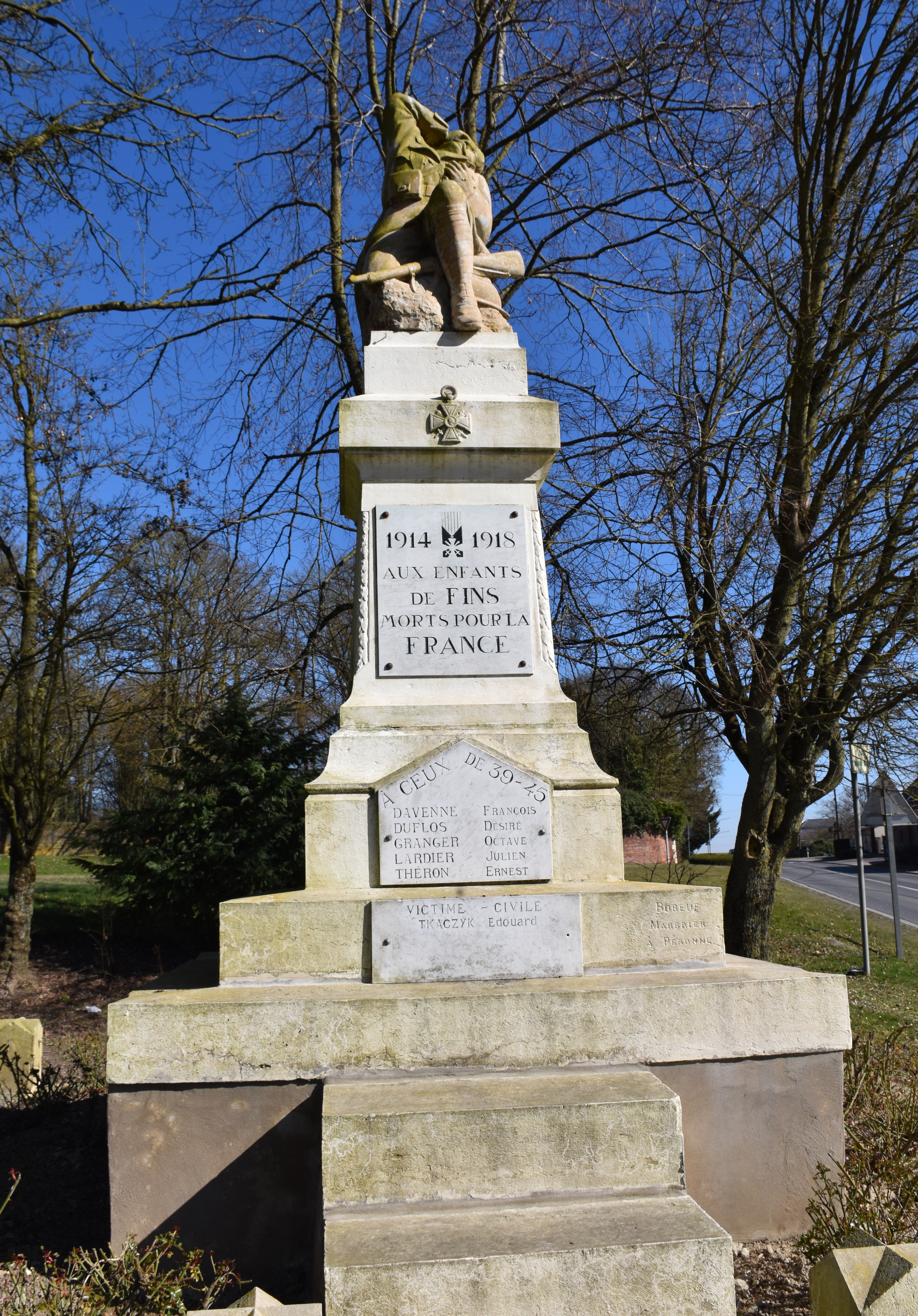
Le monument aux morts.

Fins se trouvait près de la frontière entre les Nerviens et Viromandui qui devint ensuite limite des diocèses de Cambrai et Noyon, entre le Cambrésis et la Picardie, enfin entre les départements du Nord et de la Somme. Une borne du XVIe siècle (encore existante sur le terroir de la commune de Gouzeaucourt, Nord)  indiquait le passage du royaume de France (Picardie) dans le Saint-Empire (Cambrésis).
En 1916, lors de la bataille de la Somme, la commune se trouve à proximité de la ligne de front, côté allemand. Les forces allemandes installent un poste de secours dans l'église de Fins, qui accueille plusieurs centaines de blessés.

## Politique et administration
| Période                                  | Période                   | Identité       | Étiquette | Qualité                        |
| ---------------------------------------- | ------------------------- | -------------- | --------- | ------------------------------ |
| Les données manquantes sont à compléter. |                           |                |           |                                |
| juin 1995                                | En cours (au 28 mai 2020) | Daniel Decodts |           | Réélu pour le mandat 2020-2026 |

## Population et société

### Démographie
L'évolution du nombre d'habitants est connue à travers les recensements de la population effectués dans la commune depuis 1793. Pour les communes de moins de 10 000 habitants, une enquête de recensement portant sur toute la population est réalisée tous les cinq ans, les populations de référence des années intermédiaires étant quant à elles estimées par interpolation ou extrapolation. Pour la commune, le premier recensement exhaustif entrant dans le cadre du nouveau dispositif a été réalisé en 2007.

En 2022, la commune comptait 279 habitants, en stagnation par rapport à 2016 (Somme : −1,26 %, France hors Mayotte : +2,11 %).
| 1793 | 1800 | 1806 | 1821 | 1831 | 1836 | 1841 | 1846 | 1851 |
| ---- | ---- | ---- | ---- | ---- | ---- | ---- | ---- | ---- |
| 428  | 410  | 426  | 451  | 506  | 524  | 588  | 617  | 631  |

| 1856 | 1861 | 1866 | 1872 | 1876 | 1881 | 1886 | 1891 | 1896 |
| ---- | ---- | ---- | ---- | ---- | ---- | ---- | ---- | ---- |
| 627  | 606  | 622  | 601  | 626  | 629  | 599  | 600  | 583  |

| 1901 | 1906 | 1911 | 1921 | 1926 | 1931 | 1936 | 1946 | 1954 |
| ---- | ---- | ---- | ---- | ---- | ---- | ---- | ---- | ---- |
| 502  | 508  | 429  | 242  | 349  | 321  | 334  | 289  | 305  |

| 1962 | 1968 | 1975 | 1982 | 1990 | 1999 | 2006 | 2007 | 2012 |
| ---- | ---- | ---- | ---- | ---- | ---- | ---- | ---- | ---- |
| 333  | 313  | 296  | 258  | 243  | 257  | 268  | 270  | 286  |

| 2017 | 2022 | - | - | - | - | - | - | - |
| ---- | ---- | - | - | - | - | - | - | - |
| 277  | 279  | - | - | - | - | - | - | - |

### Enseignement
Les élèves du primaire se rendent à Heudicourt où une école intercommunale a été créée pour cinq villages : Heudicourt, Fins, Liéramont, Guyencourt-Saulcourt, Sorel). Cet établissement compte 70 élèves à la rentrée scolaire 2023. Il est situé en zone B pour les vacances scolaires, dans l'académie d'Amiens.

## Économie
- Parc éolien du Douiche.

## Culture locale et patrimoine

### Lieux et monuments
- Église Saint-Martin. Elle renferme trois œuvres majeures de Charles-henri Michel : la Madone des Anges (1859), la Vision de sainte Thérèse d'Avila (1904) et un Ecce Homo de 1904, données en 1951 à la commune par son fils[24].
- Monument aux morts

Il est décoré à son sommet par un poilu, blessé et mourant qui, la main gauche sur le cœur, a la tête inclinée sur son épaule gauche et basculée en arrière. Le côté pathétique de la scène est renforcé par la position de son coude droit, relevé à la verticale, et sa main droite pressant sa tempe.
- Buste de Charles-Henri Michel, par Athanase Fossé érigé en 1909 sur la place du village. Fondu par les Allemands au cours de la Première Guerre mondiale, il fut remplacé par une copie. Au cours de la Seconde Guerre mondiale, la copie subit le même sort. Aujourd'hui, c'est une statue en béton qui remplace le buste en bronze.
- Le cimetière militaire situé à la sortie du village en direction d'Épehy comporte les tombes de 1 463 soldats britanniques et allemands tombés lors des combats de 1917 et 1918.
- L'ancienne gare commune à Fins et Sorel, située sur la ligne de Vélu-Bertincourt à Saint-Quentin en fonction de 1880 à 1955.

Cimetière militaire britannique de Fins (Sorel)

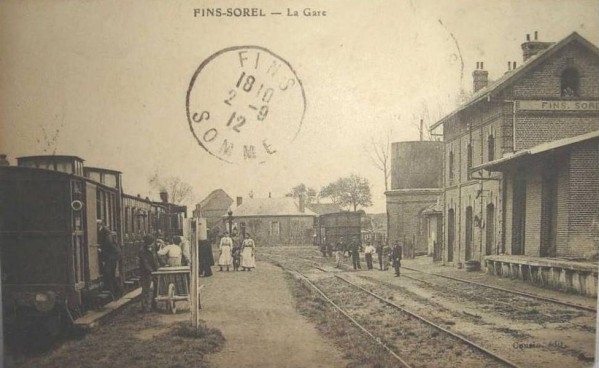
Carte postale de l'ancienne gare.
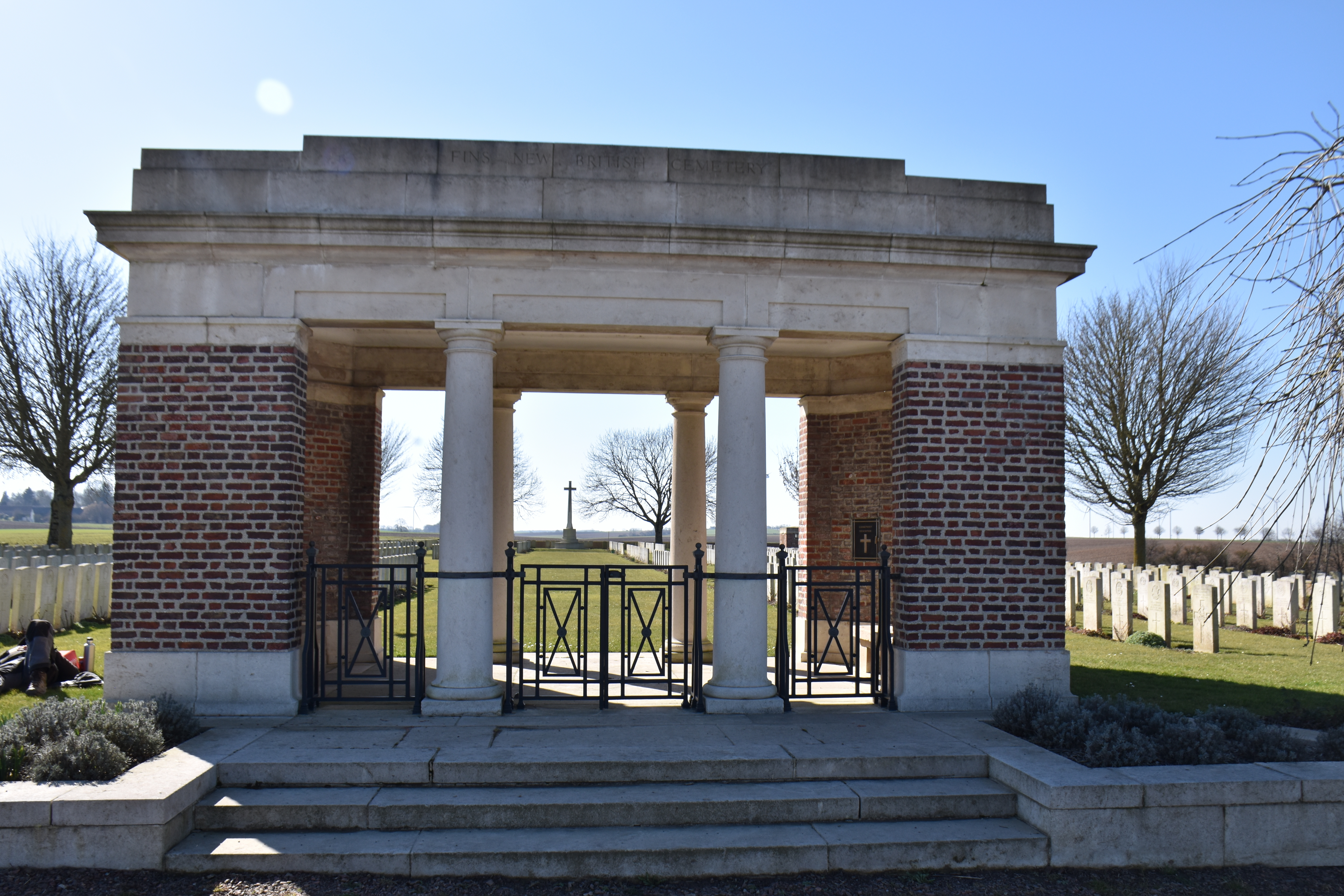
Entrée monumentale du cimetière britannique de Fins-Sorel.

### Galerie

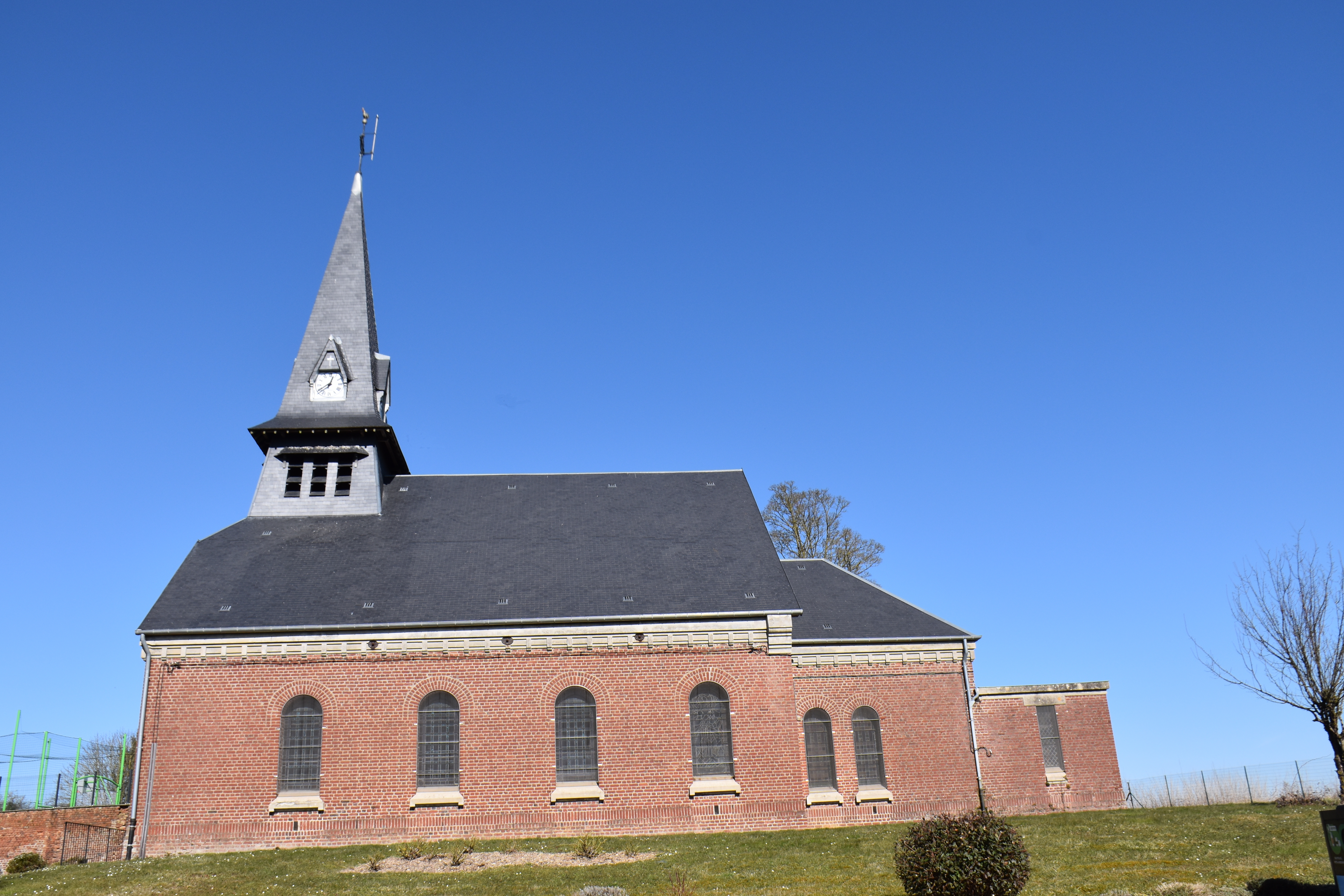
L'église.
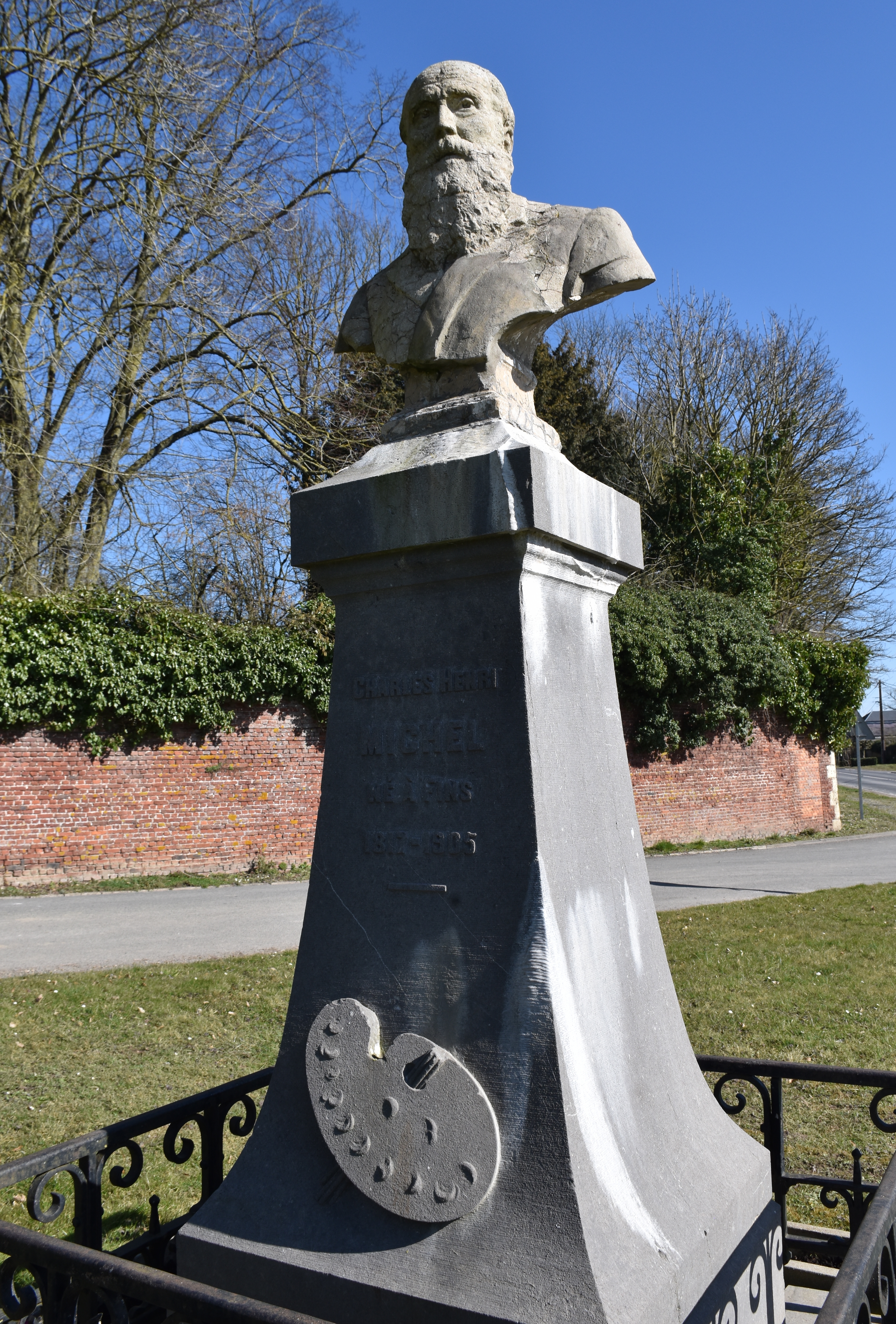
Hommage au peintre Charles Henri Michel.
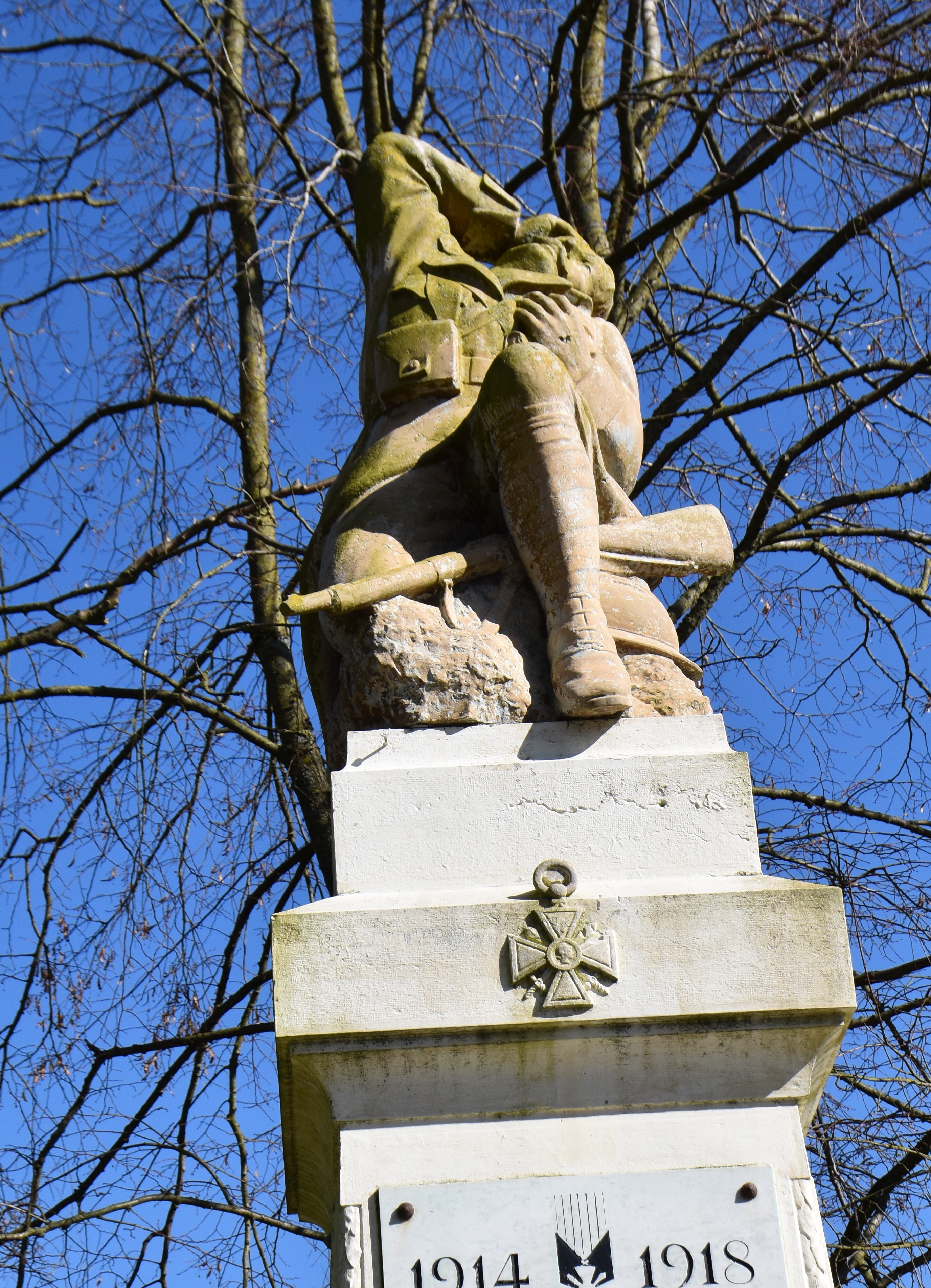
Le monument aux morts (détail).
Vestiges de l'éntrée de l'ancien château.
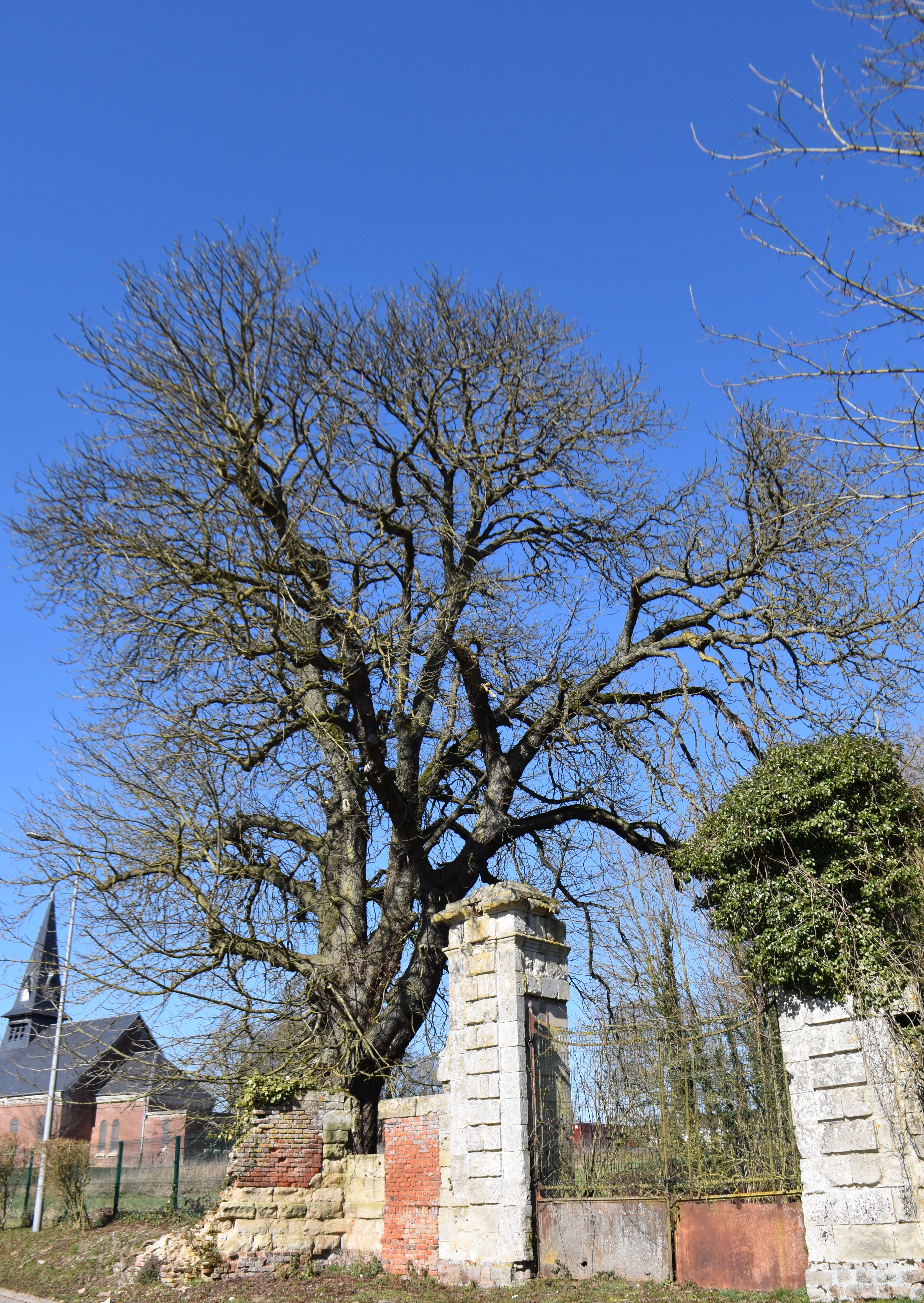
Arbre centenaire.

### Personnalités liées à la commune
- Charles-Henri Michel, peintre, est né et a passé quelques années de sa vie à Fins. Il est né dans une ferme du village (une plaque le signale). Il a sa statue sur la place qui porte son nom.
- Léon Eeckhoutte, né à Fins, a été sénateur de Villemur-sur-Tarn (Haute-Garonne) pendant 18 ans et maire de la même ville pendant 48 ans.

## Pour approfondir